# Acompáñame (álbum de Rocío Dúrcal)
Acompáñame es el quinto álbum de estudio de la cantante y actriz española Rocío Dúrcal, lanzado en el año 1966 bajo el sello discográfico Philips Records. Por quinta vez la cantante española reúne en un álbum musical las canciones interpretadas por ella en su película estrenada en ese mismo año y que lleva por el mismo nombre Acompáñame, dirigida por el ítalo-argentino Luis César Amadori y protagonizada por el cantante venezolano, Enrique Guzmán y la actriz Amalia de Isaura.
En el álbum, las canciones "Acompáñame" y "Canción Canaria" fueron grabadas a dúo con el cantante español Jaime Morey, a diferencia en la película, en la cual fueron interpretados junto a Enrique Guzmán, igualmente, los temas "Tan Cerca" y "Una Muchacha Formal" interpretados por Enrique Guzmán fueron grabadas por Rocío Dúrcal para el álbum. El álbum contó con la colaboración especial de la actriz Amalia de Isaura en la interpretación a dúo en el tema "Teren Ten Ten" y la composición especial de Enrique Guzmán en el tema "Tan Cerca".
Del álbum salieron dos ediciones en formato (EP) como Banda Original De La Película en la cual incluyó cuatro canciones en la primera edición y tres canciones en la segunda edición, una de ellas contó con la colaboración especial del grupo musical Los Beatles de Cádiz en el tema "Teren Ten Ten" incluido también en la reedición en formato (CD) lanzado el 20 de abril de 2007 bajo la firma discográfica Universal Music, poseedora en la actualidad de los derechos de las grabaciones de Polydor, Phonogram y Philips.

## Lista de temas
- Primera Edición (LP)

|     | Título                                                            | Autor(es)                                | Duración |
| --- | ----------------------------------------------------------------- | ---------------------------------------- | -------- |
| 1.  | Teren Ten Ten (A dúo con Los Beatles de Cádiz y Amalia de Isaura) | Antonio Guijarro / Augusto Algueró       | 2:54     |
| 2.  | Saeta                                                             | Popular                                  | 2:46     |
| 3.  | Tengo Plantada Una Flor (Jotas)                                   | Popular, Adaptación José Luis Torregrosa | 5:58     |
| 4.  | El Charlestón De Chinchón (Canta Amalia de Isaura)                | J.Ma. Arozamena / José Luis Torregrosa   | 1:43     |
| 5.  | Todo Es Mío                                                       | Antonio Guijarro / Augusto Algueró       | 3:05     |
| 6.  | Acompáñame (A dúo con Jaime Morey)                                | Antonio Guijarro / Augusto Algueró       | 3:39     |
| 7.  | Corazón De Trampolín                                              | J.Ma. Arozamena / Augusto Algueró        | 2:14     |
| 8.  | Un Muchacho Formal                                                | Antonio Guijarro / Augusto Algueró       | 2:51     |
| 9.  | El Diplodocus                                                     | Antonio Guijarro / Augusto Algueró       | 2:27     |
| 10. | Estudiantina Canaria (A dúo con Jaime Morey)                      | V. Ruíz Iriarte / M. Paradas             | 3:18     |
| 11. | Tan Cerca                                                         | J.Ma. Arozamena / F. Moraleda            | 2:14     |

- Segunda Edición (CD)

|     | Título                                                      | Autor(es)                                | Duración |
| --- | ----------------------------------------------------------- | ---------------------------------------- | -------- |
| 1.  | Acompáñame (A dúo con Jaime Morey)                          | Antonio Guijarro / Augusto Algueró       | 3:39     |
| 2.  | El Diplodocus                                               | Antonio Guijarro / Augusto Algueró       | 2:27     |
| 3.  | Corazón De Trampolín                                        | J.Ma. Arozamena / Augusto Algueró        | 2:14     |
| 4.  | Un Muchacho Formal                                          | Antonio Guijarro / Augusto Algueró       | 2:51     |
| 5.  | Todo Es Mío                                                 | Antonio Guijarro / Augusto Algueró       | 3:05     |
| 6.  | Estudiantina Canaria (A dúo con Jaime Morey)                | V. Ruíz Iriarte / M. Paradas             | 3:18     |
| 7.  | Introducción Y Jotas                                        | Popular, Adaptación José Luis Torregrosa | 5:58     |
| 8.  | Teren Ten Ten (Con Los Beatles de Cádiz y Amalia de Isaura) | Antonio Guijarro / Augusto Algueró       | 2:54     |
| 9.  | Tan Cerca                                                   | J.Ma. Arozamena / F. Moraleda            | 2:14     |
| 10. | Charlestón (Canta Amalia de Isaura)                         | J.Ma. Arozamena / José Luis Torregrosa   | 1:43     |
| 11. | Saeta                                                       | Popular                                  | 2:46     |

## Ediciones EP
- Primera Edición (Banda sonora De La Película)

|    | Título                             | Autor(es)                          | Duración |
| -- | ---------------------------------- | ---------------------------------- | -------- |
| 1. | Acompáñame (A dúo con Jaime Morey) | Antonio Guijarro / Augusto Algueró | 3:39     |
| 2. | Corazón De Trampolín               | J.Ma. Arozamena / Augusto Algueró  | 2:14     |
| 3. | El Diplodocus                      | Antonio Guijarro / Augusto Algueró | 2:27     |
| 4. | Un Muchacho Formal                 | Antonio Guijarro / Augusto Algueró | 2:51     |

- Segunda Edición (Banda sonora De La Película)

|    | Título                                   | Autor(es)                                | Duración |
| -- | ---------------------------------------- | ---------------------------------------- | -------- |
| 1. | Teren Ten Ten (Con Los Beatles de Cádiz) | Antonio Guijarro / Augusto Algueró       | 2:54     |
| 2. | Todo Es Mío                              | Antonio Guijarro / Augusto Algueró       | 3:05     |
| 3. | Introducción Y Jotas                     | Popular, Adaptación José Luis Torregrosa | 5:58     |

## Músicos
- Rocío Dúrcal – (Voz)
- Jaime Morey – (Voz)(2 Canciones)
- Amalia de Isaura – (Voz)(2 Canciones)
- Los Beatles de Cádiz – (Voz)